# Traisen (flod)
Traisen ( [ˈtʀaɪ̯zn̩] ?) er en flod i Østrig i delstaten Niederösterreich. Den dannes af de to kildefloder Türnitzer Traisen og Unrechttraisen. Kilderne til disse floder er i hhv. St. Aegyd am Neuwalde og Türnitz.
Floden har en længde på 80 km og bevæger sig fra sit højeste punkt i 1.750 meters højde til 180 moh, hvor floden på sin strækning afvander en del af kalkalperne i Niederösterreich. På den første strækning er floden delt i to, hvor den sydvestlige del hedder Türnitzer Traisen og den sydøstlige del Unrechttraisen. Kildefloderne har nogenlunde samme vandmængde på omkring 10 – 15 kubikmeter pr. sekund.
I Freiland flyder de to floder sammen og danner Traisen, der efter fire kilometer flyder gennem distriktshovedbyen Lilienfeld i 383 meters højde. Herefter flyder floden gennem byen Traisen, hvor bifloden Gölsen udmunder, videre til Wilhelmsburg inden den når hovedstaden i Niederösterreich St. Pölten i 270 meters højde. Efter passage af Herzogenburg udmunder Traisen i Donau. Udmundingen lå oprindelig ved Traismauer, men i forbindelse med bygningen af donaukraftværket Altenwörth, blev udmundingen forlagt otte kilometer mod øst til Altenwörth.
Navnet Traisen stammer fra det keltiske ord Tragisama, der betyder en hurtigt løbende flod. Navnet er overleveret på en romersk sten, der er fundet i St. Pölten. Floden har givet navn til flere byer langs floden, f.eks. byerne Traisen og Traismauer.
48°22′20″N 15°51′51″Ø / 48.3722°N 15.8642°Ø